# Torricola

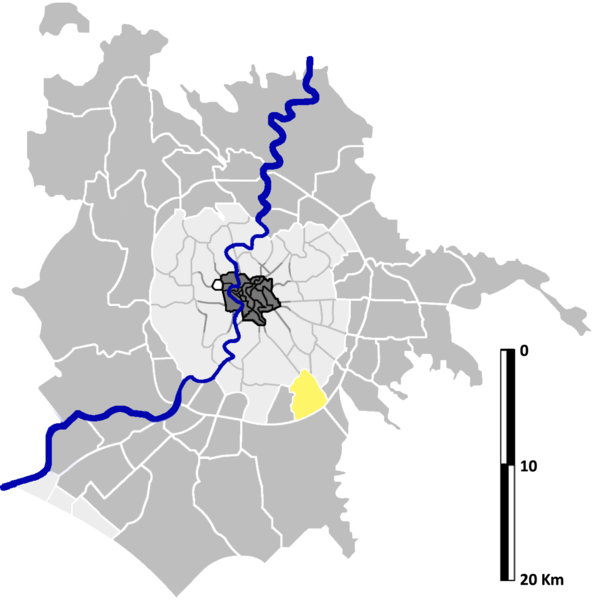
Lage von Torricola in Rom

Torricola bezeichnet die 21. Zone, abgekürzt als Z.XXI, der italienischen Hauptstadt Rom. Im Gegensatz zu den Rioni, Quartieri und Suburbi sind es die ländlicheren Gebiete von Rom. Sie gehört zum Municipio VIII und zählt 877 Einwohner (2016). Sie befindet sich im Süden der Stadt innerhalb der römischen Ringautobahn A90 und hat eine Fläche von 9,5669 km².

## Geschichte
Torricola wurde am 13. September 1961 durch Beschluss des Commissario Straordinario gegründet. Damals wurde der Ager Romanus in 59 Zonen geteilt, denen eine römische Zahl zugeteilt wurde und ein Z vorgestellt wurde. Davon wurden sechs an die neugegründete Gemeinde Fiumicino komplett ausgegliedert und drei weitere teilweise.

## Bedeutende Orte
- Via Appia
- Casal Rotondo
- Villa der Quintilier